# Breathe Easy
Breathe Easy è un singolo della boy band britannica Blue, pubblicato il 22 marzo 2004 ed estratto dall'album Guilty.
Il brano è stato scritto da Lars Halvor Jensen, Martin Michael Larsson e Lee Ryan.

## Versione italiana
Del brano esiste anche una versione in lingua italiana dal titolo A chi mi dice, pubblicata in Italia e Francia, il cui testo è stato scritto da Tiziano Ferro.

## Tracce
- CD 1

1. Breathe Easy (Album Version) - 4:35
2. Breathe Easy (Love 4 Music Remix) - 3:30

- CD 2

1. Breathe Easy (Album Version) - 4:35
2. Taste It (Live From The Tour) - 3:42
3. Whatever Happens - 3:45
4. Breathe Easy (Video) - 4:30

## Classifiche
| Classifica (2004) | Posizione massima |
| ----------------- | ----------------- |
| Austria           | 7                 |
| Belgio (Fiandre)  | 28                |
| Belgio (Vallonia) | 66                |
| Croazia           | 6                 |
| Danimarca         | 12                |
| Germania          | 7                 |
| Irlanda           | 2                 |
| Lettonia          | 26                |
| Paesi Bassi       | 21                |
| Norvegia          | 12                |
| Nuova Zelanda     | 29                |
| Regno Unito       | 4                 |
| Romania           | 51                |
| Svizzera          | 8                 |
| Ungheria          | 7                 |